# مايك ميراندا
مايك ميراندا (بالإنجليزية: Mike Miranda)‏ هو دراج أمريكي، ولد في 15 نوفمبر 1963 في جاكسونفيل في الولايات المتحدة.